# O Mundo Alegre de Helô
O Mundo Alegre de Helô  é um filme brasileiro de drama e romance dirigido por Carlos Alberto de Souza Barros de 1967. O filme é baseado na peça teatral "Rua São Luiz" de Abílio Pereira de Almeida.

## Sinopse[3]
Nando, estudante de arquitetura, ao acompanhar sua mãe à festa de uma amiga, conhece a filha de Helô. E durante a festa, enquanto as mães conversam sobre os respectivos amantes, inicia-se o romance dos jovens. Freddy, um amigo do grupo, interessado em Helô, desperta em Nando suspeitas sobre a ingenuidade da moça. Quando Nando descobre a existência do amante da mãe e confirma a libertinagem da sociedade que o envolve, passa a crer nas intrigas de Freddy. O romance entra em crise, mas os desentendimentos se atenuam quando os dois se tornam amantes. Recrudescem, contudo, e a descoberta da gravidez de Helô, põe fim ao caso. Decidida ao aborto, Helô é mal sucedida na intervenção e morre. Nando se tranca no quarto da morta, perplexo, enquanto na porta se ouve batidas convencionais.

## Elenco
| Elenco Original          | Elenco Original |
| Ator                     | Papel           |
| ------------------------ | --------------- |
| Irene Stefânia           | Helô            |
| Luiz Pellegrini          | Nando           |
| Célia Biar               | Marilu          |
| Márcia de Windsor        | Renata          |
| Leila Diniz              | Luisinha        |
| Jorge Dória              | Fafá            |
| Fregolente               | Gastão          |
| Cláudio Marzo            | Freddy          |
| Ary Coslov               | Beto            |
| Jacqueline Laurence      | Enfermeira      |
| Ida Gomes                | Enfermeira      |
| Lícia Magna              | Avó de Nando    |
| Cláudio Correia e Castro | Dr. Quinzinho   |
| Renato Machado           | André           |
| Lúcia Lewin              | May             |
| Etty Fraser              |                 |